# Alchemy (album Yngwiea Malmsteena)
Alchemy studijski je album švedskog glazbenika, gitarista Yngwie Malmsteena koji je objavljen u studenom 1999. godine. Skladba "God Is God" izlazi kao bonus dodatak u Japanu.

## Popis pjesama
Sve pjesme napisao je Yngwie J. Malmsteen.
1. "Blitzkrieg"  – 4:14
2. "Leonardo"  – 7:36
3. "Playing with Fire"  – 6:17
4. "Stand (The)"  – 5:05
5. "Wield My Sword"  – 6:13
6. "Blue"  – 4:11
7. "Legion of the Damned"  – 5:51
8. "Deamon Dance (7,405,926)"  – 5:25
9. "Hangar 18, Area 51"  – 4:44
10. "Voodoo Nights"  – 7:31
11. "Asylum:" - 11:21
  - I. Asylum  – 4:07
  - II. Sky Euphoria  – 3:19
  - III. Quantum Leap  – 3:55
12. "God Is God" (bonus skladba)

## Osoblje
- Yngwie Malmsteen - Električna gitara, Bas gitara, Sitar
- Mark Boals - Vokal
- Barry Dunaway - Bas gitara
- Mats Olausson - Klavijature
- John Macaluso - Bubnjevi

Ostalo osoblje
- Dizajn omota albuma: Rich DiSilvio